# At-Tira (Hajfa)
At-Tira (arab. الطيرة) – nieistniejąca już arabska wieś, która była położona w Dystrykcie Hajfy w Mandacie Palestyny. Wieś została wyludniona i zniszczona podczas I wojny izraelsko-arabskiej, po ataku Sił Obronnych Izraela w dniu 16 lipca 1948 roku.

## Położenie
At-Tira leżała na nadmorskiej równinie, u podnóża Góry Karmel, w odległości 7 kilometrów na południe od miasta Hajfy. Była położona na wysokości 60 metrów n.p.m. Według danych z 1945 roku do wsi należały ziemie o powierzchni 45 262 ha. We wsi mieszkało wówczas 5 270 osób.
| własność gruntów | powierzchnia gruntów (hektary) |
| ---------------- | ------------------------------ |
| Arabowie         | 23 940                         |
| Żydzi            | 6 553                          |
| publiczne        | 14 769                         |
| Razem            | 45 262                         |

| Rodzaj użytkowanych gruntów | Arabowie (hektary) | Żydzi (hektary) |
| --------------------------- | ------------------ | --------------- |
| uprawy oliwek               | 4 600              | 0               |
| uprawy nawadniane           | 3 543              | 66              |
| uprawy zbóż                 | 16 304             | 1 028           |
| nieużytki                   | 18 638             | 4 782           |
| zabudowane                  | 224                | 677             |

## Historia
Krzyżowcy nazywali tutejszą wieś St. Johan de Tire. W XIII wieku we wsi powstał grecki prawosławny klasztor pod wezwaniem Jana Chrzciciela. W 987 roku we wsi wybudowano meczet.
W 1596 roku At-Tira była częścią Imperium Osmańskiego. We wsi mieszkało wówczas 286 mieszkańców, którzy płacili podatki z uprawy pszenicy, jęczmienia i winorośli, oraz hodowli kóz i pszczół.
W okresie panowania Brytyjczyków At-Tira była dużą wsią. We wsi znajdowały się dwie szkoły: jedna dla chłopców i druga dla dziewcząt.

Przyjęta 29 listopada 1947 roku Rezolucja Zgromadzenia Ogólnego ONZ nr 181 przyznała te tereny państwu żydowskiemu. Wieś At-Tira wchodziła w obręb arabskiej enklawy położonej w rejonie góry Karmel. Arabowie odmówili uznania rezolucji ONZ i doprowadzili 30 listopada do wybuchu wojny domowej w Mandacie Palestyny. W trakcie jej trwania siły Arabskiej Armii Wyzwoleńczej stacjonowały we wsi al-Tira, wielokrotnie atakując żydowskie linie komunikacyjne w okolicy. W ramach działań odwetowych, w dniu 12 grudnia 1947 roku wieś zaatakował oddział Irgunu, zabijając 13 i raniąc 10 mieszkańców. Gdy 21 kwietnia 1948 roku Hagana przystąpiła do ataku na pobliskie miasto Hajfę, żydowskie siły przeprowadziły równoczesny atak na wieś al-Tira, aby w ten sposób nie dopuścić do przyjścia z pomocą dla Hajfy. Gdy 23 kwietnia Hajfa została zdobyta przez Haganę, arabscy mieszkańcy al-Tiry poprosili brytyjskie władze mandatowe o przeprowadzenie ewakuacji kobiet i dzieci ze wsi. W dniach między 24 kwietnia a 3 maja brytyjscy żołnierze pomogli w ewakuacji około 600 osób do Dżaninu i Nablusu. O świcie 25 kwietnia Hagana ostrzelała z moździerza At-Tirę, a rankiem 26 kwietnia podjęła próbę zdobycia wioski. Kompania żydowskich żołnierzy zajęła zbocze wzgórza górującego nad wsią, została jednak powstrzymana i zmuszona do odwrotu przez ogień brytyjskich żołnierzy. Po ukończeniu ewakuacji, w At-Tirze pozostało kilkuset uzbrojonych Arabów, którzy wielokrotnie atakowali żydowskie konwoje poruszające się w tym regionie. Podczas I wojny izraelsko-arabskiej w dniu 16 lipca 1948 roku wieś At-Tira zdobyły izraelskie wojska. Większość domów została wyburzona, a ich mieszkańcy zmuszeni do opuszczenia wioski.

## Miejsce obecnie
W miejscu wioski istnieje miasto Tirat Karmel i powstałe w 1952 roku wieś Kefar Gallim i kibuc Ha-Choterim. Palestyński historyk Walid Chalidi, tak opisał pozostałości wioski At-Tira: „Teren wsi jest częściowo zajęty przez izraelskie osady. Niektóre z domów, takie jak należący do Irsan al-Dżib, nadal stoją. Cmentarz jest zaniedbany, i zachowało się na nim kilka nagrobków. Widoczne są pozostałości dwóch grobowców i szkoły, obecnie używanej przez izraelskich studentów, zarówno arabskich i żydowskich. W otaczających górskich terenach zachowało się kilka domów mieszkalnych i lasy”.